# 関子嶺会議
関子嶺会議（せきしれいかいぎ）は1960年6月19日、台湾台南県関子嶺で開催された秘密会議。羅福全、蔡同栄、張燦鍙、侯栄邦、陳栄成等60数名が参加し、台湾独立と国人政府転覆を協議した。参加者のほとんどは台南一中と嘉義中学を卒業した大学生であった。
しかし会議参加者である劉家順が警備総部により逮捕され、関子嶺会議の内容を供述し、政府がこの秘密会議の内容を知ることとなり、関子嶺会議参加の多数の学生がブラックリストに掲載され、国外にいた参加者は帰国出来なくなった。その後劉家順は懲役10年の判決を受けている、会議参加者の多くはアメリカに赴き台湾独立運動に参加している。